# Paolo Zolli
Paolo Zolli  (* 1941 in Venedig; † 1989) war ein italienischer Romanist, Linguist, Dialektologe und Lexikograf.

## Leben und Werk
Zolli war Schüler von Carlo Tagliavini in Padua. Er schloss 1963 mit der Tesi di laurea  L'antica toponomastica urbana di Venezia ab und lehrte als Professor an der Universität Udine, ab 1985 an der Universität Venedig.

## Werke

### Opus magnum
- (mit Manlio Cortelazzo) Dizionario etimologico della lingua italiana, 5 Bde., Bologna 1979-1988 (1470 Seiten), 1991, 1994; DELI. Dizionario etimologico della lingua italiana con CD-ROM e motore di ricerca a tutto testo, 1 Bd., 1999 (1856 Seiten), 2004; Dizionario interattivo etimologico,  Bologna 1994-2000; L' etimologico minore. DELI, dizionario etimologico della lingua italiana, Bologna 2004

### Weitere Werke
- L'influsso francese sul veneziano del XVIII secolo, Venedig 1971
- Biblioteca dei dizionari specializzati italiani del 19. Secolo, Florenz 1973
- Saggi sulla lingua italiana dell'ottocento, Pisa 1974
- Le parole straniere, Bologna 1976; hrsg. von Flavia Ursini, 1991; 1996
- (mit Umberto Fortis) La parlata giudeo-veneziana, Rom 1979
- (Hrsg.) Letteratura e questione della lingua, Bologna 1979
- (Hrsg.) Carlo Gambini, Alcune frasi e voci errate usate nel foro e ne pubblici uffizj (1876), Florenz 1980
- Le parole dialettali, Mailand 1986
- (mit Manlio Cortelazzo) Tre lezioni di lessicografia, Bologna 1989
- Come nascono le parole italiane, Mailand 1989